# Druyes-les-Belles-Fontaines
Druyes-les-Belles-Fontaines é uma comuna francesa na região administrativa de Borgonha-Franco-Condado, no departamento de Yonne. Estende-se por uma área de 37,75 km². Em 2010 a comuna tinha 276 habitantes (densidade: 7,3 hab./km²).